# Рушење споменика Александру Пушкину у Украјини
Рушење споменика Александру Пушкину у Украјини почело је током Руско-украјинског рата. Од почетка инвазије Руске Федерације на Украјину 2022. постао је широко распрострањен феномен, а Украјинци су га назвали Пушкинопад (Пушкінопад). Овај талас уклањања споменика део је процеса дерусификације у Украјини.

## Историја
Према Володимиру Јермоленку, руска књижевност је била носилац империјалног пројекта и националистичког погледа на свет. Пушкинова песма Полтава са руске тачке гледишта приказује побуну украјинског козачког хетмана Ивана Мазепе против цара Петра Великог и приказује Мазепу као развратног издајника. Након руске инвазије на Украјину у фебруару 2022. године, отпочео је процес уклањању споменика Пушкину, што је слично уништавању споменика Лењину познатом као Лењинопад. Украјинци су тај феномен назвали „Пушкинопад“.
Први догађај који је постао надалеко познат је демонтажа споменика Пушкину у Мукачеву 7. априла 2022. године У Ужгороду и Тернопољу 9. априла демонтирани су споменици руском песнику Сергеј Надал, градоначелник Тернопоља, прокоментарисао је:
Злочини Руса над украјинским народом: убиства, мучења људи, силовања жена и деце, уништавање украјинских градова прецртали су целокупну културу руског народа. За ове злочине нема објашњења. Не остављају нам избора. Све руско мора да се демонтира. Укључујући и споменик руском писцу.
Дана 22. марта 2022. становник Тернопоља је обојио споменик Пушкину црвеном бојом и написао на њему „стоп рат“. Својим поступком скренуо је пажњу на потребу демонтаже споменика. У Тернопољу је споменик песнику подигнут 1961. године. Прве иницијативе за његово рушење појавиле су се 2014. године, након почетка руско-украјинског рата.
У Мукачеву је 7. априла 2022. године срушен споменик Пушкину. Већ следећег дана, Градско веће Ужгорода такође је одлучило да демонтира споменик Александру Пушкину.
Дана 11. априла 2022. биста Пушкина је демонтирана у селу Заболотивци у Лавовској области.
У Кропивницком су 19. априла 2022. предложили да се уклони споменик Пушкину, који се тренутно налази у близини Педагошког универзитета. Споменик је демонтиран 8. јула 2022.
Дана 26. априла 2022. године, споменик Александру Пушкину је срушен у селу Пушкино у Береховском округу Закарпатске области и почели су састанци за преименовање села.
Дана 28. априла 2022. године у Конотопу је демонтиран споменик Пушкину. Глава је откинута приликом демонтаже споменика.
Дана 30. априла 2022. у Черниgову је уништен споменик Пушкину.
Дана 5. маја 2022. године у Виници је демонтирана спомен-плоча Пушкину.
Дана 8. маја 2022. биста је демонтирана у Дељатину, Ивано-Франкивска област.
Дана 13. маја 2022. биста Пушкина је демонтирана са улазне капије Дендролошког парка Александрија у Билој Церкви.
У Николајеву је 21. маја 2022. демонтиран споменик Пушкину.
У Никопољу је 1. јуна 2022. оштећен споменик Александру Пушкину.
Друштво „Украјински народни дом“ предложило је 3. јуна 2022. да се биста Пушкина уклони из зграде Драмског позоришта Олхе Кобиљанске у Черновцима и замени бистom Јурија Федковича. Директор позоришта је подржао предлог, али је истакао да се морају испунити сви законски услови и прописи пре уклањања бисте.
Радна група Министарства просвете и науке Украјине одлучила је 16. јуна 2022. да уклони више од 40 дела совјетских и руских аутора, укључујући Александра Пушкина, из школских уџбеника.
У Запорожју је 26. јула 2022. демонтирана биста Пушкина. Биста од кованог бакра стајала је у граду више од 20 година и демонтирана је уз дозволу кабинета градоначелника.
Дана 1. септембра 2022. у Кијеву је демонтирана биста Пушкина на територији гимназије број 153 (названа по Пушкину).
Дана 11. октобра 2022. непознате особе демонтирале су другу бисту Пушкина испред Националног транспортног универзитета у Кијеву . Суоснивач пројекта „Декомунизација Украјине“ рекао је да је демонтажа посвећена поручнику Оружаних снага Украјине Денису Антипову, алиас „Бук“ – познатом јавном активисти, наставнику корејског језика у Националној школи „Тарас Шевченко“ . Универзитет у Кијеву, који је погинуо у мају 2022. у борби са руским освајачима.
Дана 9. новембра 2022. биста Пушкина, која је стајала на Мајдану поезије у Харкову, демонтирана је и послата на чување. Градско веће Харкова саопштило је да овај споменик, а могуће и друге, треба сачувати, али ће о овом питању становници одлучивати у мирнодопским условима.
Дана 11. новембра 2022. у Житомиру је демонтиран споменик Пушкину.
Дана 11. новембра 2022. године демонтиран је споменик Пушкину у граду Жмеринка.
Дана 16. новембра 2022. Авенија Пушкина у Дњепру преименована је у Авенију Лесје Украјинке. Споменик Пушкину који је ту стајао демонтиран је 16. децембра 2022.
Дана 17. новембра 2022. у Чернивцима је демонтирана статуа Пушкина.
Непозната лица су 20. новембра 2022. године оборила бисту Пушкина у Никопољу.
Дана 21. новембра 2022. године демонтиран је споменик Пушкину у Кременчуку.
Дана 29. новембра 2022. године у Николајеву је демонтирана спомен-плоча Пушкину.
Дана 29. новембра 2022. у Ананиву је демонтиран споменик Пушкину.
Споменик Пушкину у граду Тулчин је демонтиран 9. децембра 2022. године.
Споменик Пушкину у Дњепру је демонтиран 16. децембра 2022.
Друга Пушкинова скулптура је демонтирана 23. децембра 2022. у граду Черновци.
Дана 24. децембра 2022. споменик Пушкину је демонтиран у граду Кролевец.
Дана 27. децембра 2022. биста Пушкина је демонтирана са фасаде Черновског драмског позоришта названог по Олхи Кобиљанској.
Дана 29. децембра 2022. године биста је демонтирана у Полону.
Дана 29. децембра 2022. године у граду Николајеву демонтирана је друга спомен-плоча Пушкину.
Дана 30. децембра 2022. године у Краматорску је демонтиран споменик Пушкину.